# Stelis bivalvis
Stelis bivalvis är en orkidéart som beskrevs av Carlyle August Luer. Stelis bivalvis ingår i släktet Stelis och familjen orkidéer. Inga underarter finns listade i Catalogue of Life.